# Taenioides caniscapulus
A Taenioides caniscapulus a csontos halak (Osteichthyes) főosztályának a sugarasúszójú halak (Actinopterygii) osztályába, ezen belül a sügéralakúak (Perciformes) rendjébe, a gébfélék (Gobiidae) családjába és az Amblyopinae alcsaládjába tartozó faj.

## Előfordulása
A Taenioides caniscapulus a Csendes-óceán nyugati részének középső szakaszán fordul elő, a Fülöp-szigetek környékén.

## Életmódja
A trópusok sós- és brakkvízeiben él. A mélyebb fenéket kedveli.